# Bridei VI
Bridei VI, també conegut amb el nom de Bridei mac Uurad, va ser rei dels pictes el 842.
Era fill d'Uurad mac Bargoit, al qual va succeir al tron. La Crònica picta li atribueix un regnat que va d'un mes a un any, segons els manuscrits. Segurament va caure en combat contra Kenneth mac Alpin, que reivindicava el tron dels pictes.
Dos dels seus germans, Ciniod i Drest mac Uurad, que també apareixen a la llista de reis de la Crònica picta, van regnar després d'ell durant un breu període.